# Teplice
Teplice (pronuncia ˈtɛplɪtsɛ, fino al 1948 Teplice-Šanov, in tedesco Teplitz-Schönau) è una città della Repubblica Ceca, capoluogo del distretto omonimo, nella regione di Ústí nad Labem.
È sede di stabilimenti termali.

## Geografia fisica
Teplice è situato a nord-ovest della Boemia, vicino al confine con la Germania (Sassonia). È situato nella pianura del fiume Bílina, ad un'altitudine di 189 m sul livello del mare.

## Storia
Gli scavi archeologici testimoniano che i primi insediamenti si stabilirono tra i 10 000 e i 40 000 anni fa. A partire dal IV secolo vi vissero i Celti, seguiti dai Marcomanni e dai Quadi. 
Le prime sorgenti termali vennero scoperte nel 762, ma la prima autentica menzione dei bagni si è verificata nel XVI secolo. La prima testimonianza è del 1158, quando Giuditta di Turingia, regina consorte di re Vladislao II di Boemia, fondò un convento di monache benedettine, che fu distrutto nel corso della crociata Hussita. Nel tardo XV secolo, la regina consorte Giovanna Rožmitál, moglie di re Giorgio di Poděbrady, vi eresse un castello sulle rovine.
Durante la Guerra dei trent'anni era un possedimento del nobile boemo Vilém Kinský, che venne assassinato insieme al generale Albrecht von Wallenstein a Cheb, nel 1634. L'imperatore Ferdinando II lo diede al generale Johann von Aldringen, che tuttavia fu ucciso nello stesso anno, e allora Teplice venne data alla sorella Anna Maria von Clary-Aldringen. Di conseguenza, fino all'espropriazione del 1945, Teplice è stata la sede della famiglia von Clary und Aldringen.
Dopo un incendio nel 1793, gran parte della città venne ricostruita in stile neoclassico. In qualità di località termale è stata un luogo di ritrovo per importanti artisti, come il poeta Johann Gottfried Seume, morto nel 1810, o come Ludwig van Beethoven, che vi incontrò Johann Wolfgang von Goethe nel 1812, così come per monarchi europei. 
Durante la Guerra della Sesta coalizione, Teplice fu il luogo dove l'imperatore Francesco I d'Austria, l'imperatore Alessandro I di Russia e il re Federico Guglielmo III di Prussia firmarono l'alleanza contro Napoleone.
Nel 1895 Teplice si unì alla vicina Lázně Šanov (Schönau). Alla fine della prima guerra mondiale, la maggioranza della popolazione di origine tedesca si trovò nel nuovo Stato della Cecoslovacchia. Gruppi politici di destra, come il Partito nazionalsocialista tedesco dei lavoratori, definivano se stessi come Volksdeutsche e cominciarono a sollecitare una riunificazione con la Germania. I loro sforzi gettarono le basi per l'ascesa del partito tedesco dei Sudeti sotto Konrad Henlein dopo il 1933. Con il territorio dei Sudeti, Teplice fu annessa alla Germania nazista in base all'accordo di Monaco del 1938. Allo stesso tempo, la persecuzione e l'espulsione della popolazione ebraica si concluse con la demolizione della Sinagoga di Teplice, una volta la più grande della Boemia. Dopo la seconda guerra mondiale, il governo cecoslovacco ha promulgato i decreti Beneš. Nel 1945, i principi von Clary und Aldringen, signori di Teplice dal 1634, sono stati espropriati dallo Stato.
Nel 1994 Jaroslav Kubera, del Partito civico democratico, è diventato sindaco di Teplice e mantiene la posizione fino ad oggi. Molti sostengono che egli abbia portato di nuovo Teplice in una posizione di tutto rispetto tra le città ceche. Siccome le terme locali attirano turisti principalmente dal Medio Oriente, così come da altre parti della Repubblica Ceca e della Slovacchia, Teplice è soprannominata "Piccola Parigi", anche se l'aumento della criminalità e della disoccupazione nella regione hanno danneggiato la sua reputazione.

## Monumenti e luoghi d'interesse

### Architetture religiose

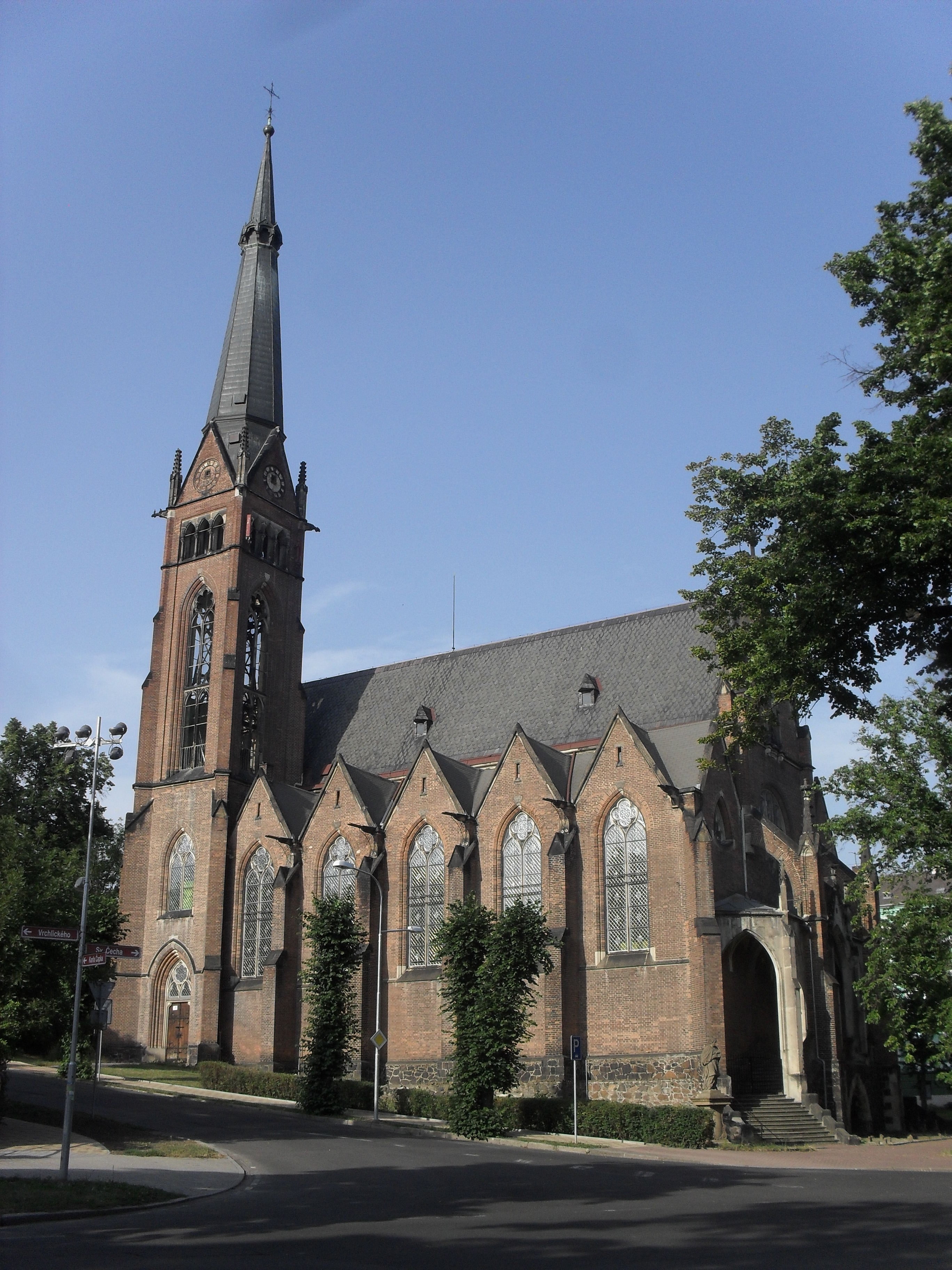
Chiesa di Elisabetta di Turingia.

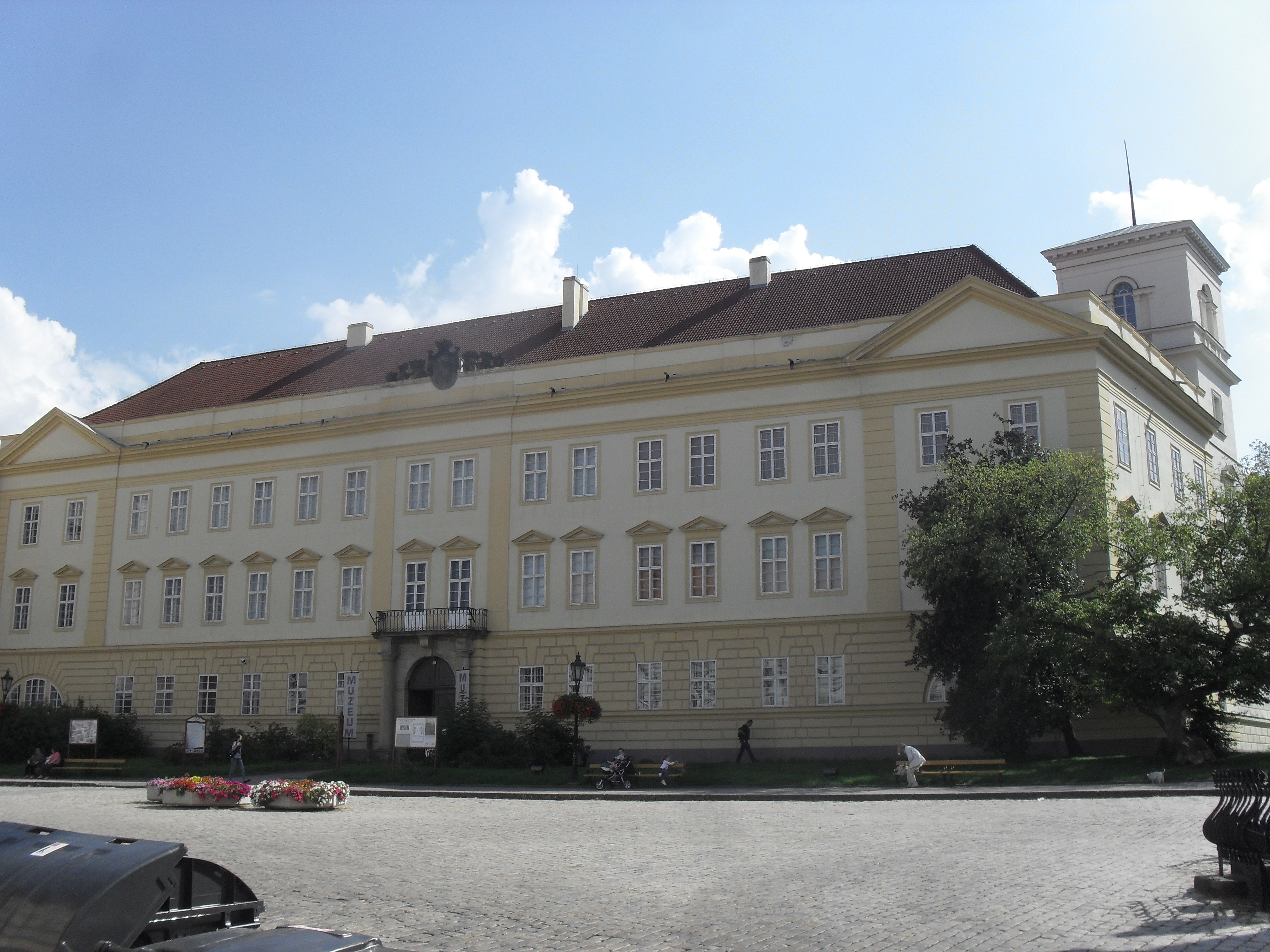
Il castello di Teplice dei principi di Clary-Aldringen (1634-1945)

- Chiesa di San Giovanni Battista : si trova nella parte inferiore della piazza del Castello. Fu costruito dopo l'anno 1585 sul sito di un vecchio edificio, la torre è stata completata nel 1594, ma nel 1645 la facciata della torre ovest venne colpita da un fulmine.
- Chiesa di Elisabetta di Turingia: venne costruita dall'architetto viennese Heinrich Ferstel tra 1864 e il 1867.
- Cappella di Santa Croce: in origine era un cimitero risalente al 1728/1730.
- Chiesa del Sacro Cuore: basilica risalente al 1910, costruita in mattoni e acciaio.

### Altri edifici
I monumenti culturali a Teplice sono numerosi. Tra questi:
- Castello di Teplice, è un grande complesso di edifici. Sul lato ovest vi è un museo con una notevole collezione di sculture.
- Giardino e Ball House: è un edificio barocco, costruito nel 1732. L'ala ovest è aperta al pubblico e il piano terra è ora un caffè.

## Società

### Etnie e minoranze straniere
Nei secoli precedenti fu presente una minoranza ebraica. Nel marzo 1939, tuttavia, il ghetto venne bruciato, e durante la guerra morirono 6 000 ebrei nei campi di sterminio. Oggi vi è una piccola comunità ebraica, e la maggior parte dei suoi membri è costituita dai pochi sopravvissuti della Shoah.

## Cultura
Il principale evento tradizionale è la cerimonia di apertura annuale della stagione termale, l'ultimo fine settimana di maggio (tranne che per l'anno 2010, quando il lancio della stagione termale a causa delle elezioni venne ritardato di una settimana).
I principali centri di cultura sono:
- Krušnohorské: teatro nel centro della città
- La Casa della Cultura
- Museo Regionale di Teplice
- Biblioteca Regionale
- Giardino Botanico
- Boemia Gallery of Art
- Osservatorio

## Sport

### Calcio
La squadra principale della città è il Fotbalový Klub Teplice.